# Mikhiforé (peuple)
Les Mikiforés sont une ethnie de la Guinée. Basée dans la région de Boké. Elle est proche de Soussou, Baga, Nalou, Landouma et Diakhanké

## Langue
Ils parlent le mogofin, une langue mandée. Ils parlent également le soussou, langue la plus pratiquée en Guinée.